# فرودگاه هارویس ایکر
فرودگاه هارویس ایکر (به انگلیسی: Harvey's Acres Airport) یک فرودگاه است که یک باند فرود چمن دارد و طول باند آن ۶۴۰ متر است. این فرودگاه در کشور ایالات متحده آمریکا قرار دارد و در ارتفاع ۷۶ متری از سطح دریا واقع شده‌است.